# 市中心 (丹地)
市中心（英語：City Centre）是位於蘇格蘭邓迪的地方，是城市的商業和購物地區。在市中心中央有一個廣場，該處有兩個重要的文化建築物—凱爾德禮堂和马里亚特禮堂，以及其它商業大樓。泰賽德大樓於1976年建成，為泰賽德區議會的辦公地，該建築物後來成為丹地市議會的辦公大樓。泰賽德大樓於2013年被拆除，而市議會總部則搬到丹地大樓。